# دختر نیستم، هنوز زن هم نشده‌ام
دختر نیستم، هنوز زن هم نشده‌ام (به انگلیسی: I'm Not a Girl, Not Yet a Woman) نام آهنگی از خواننده و آهنگ‌ساز پاپ آمریکایی بریتنی اسپیرز است که به عنوان سومین تک‌آهنگ از سومین آلبوم استودیویی‌اش به نام بریتنی در تاریخ ۵ فوریه ۲۰۰۲ به فرمت دیجیتال دانلود به بازار عرضه شد. ترانه سرایی این کار توسط دایدو انجام شد و مکس مارتین تهیه‌کنندگی کار رو بر عهده داشت.این ترانه مقام دوم را در بیلبورد بدست آورد همچنین در بین بهترین ترانه‌های کشورهای اتریش، استرالیا، آلمان، ایرلند، هلند، سوئد و بریتانیا قرار گرفت. ۲۰۰ هزار نسخه از این تک آهنگ در انگلستان به فروش رفت. موزیک ویدئو این کار در حین ساخت فیلم چند راهه انجام شد و صحنه‌هایی از این فیلم نیز در این موزیک ویدئو وجود دارد.